# Rosario Fontalba Romero
Rosario Fontalba Romero (Pamplona, 1965), también conocida como Txaro Fontalba, es una escultora y pintora española. Su obra se ha centrado en la cuestión de género, tratando temas como las relaciones sentimentales, el amor o el cuerpo femenino. En este sentido, ha recibido la influencia de figuras como Julia Kristeva, Paul B. Preciado, Camille Paglia, Eva Illouz, Judith Butler y Donna Haraway

## Biografía
Txaro Fontalba inició su actividad artística entre 1980 y 1983, años en los que realizó Cursos de Dibujo y Pintura en la Escuela de Artes y Oficios de Pamplona, donde entró en contacto con Isabel Baquedano. Desde pequeña se sentía atraída por el dibujo ya que su madre era modista de profesión. Posteriormente se licenció en Bellas Artes en la Universidad del País Vasco, en la especialidad de escultura, en 1988. Su formación continuó en Londres, en Byam School of Art, donde realizó un curso posgrado de escultura. Txaro Fontalba comenzó su trabajo con una serie dedicada al urinario de Marcel Duchamp, realizada en los años 90. Txaro Fontalba pertenece a la Asociación de Mujeres en las Artes Visuales, al Instituto de Arte Contemporáneo, a la Entidad de Gestión Artes Plásticas y al Patronato Huarte. A raíz de su labor artística, Txaro Fontalba ha recibido becas del Gobierno de Navarra y de la Diputación Foral de Guipúzcoa, así como numerosos premios y menciones especiales, destacando el Premio Gure Artea 1996 de Artes Plásticas.

## Obra
La obra artística de Txaro Fontalba ha ido evolucionando con el paso del tiempo. En sus primeras esculturas encontramos la influencia de la tradición escultórica vasca, con Jorge de Oteiza como exponente, así como la preocupación por el espacio hasta desembocar en su estilo actual, que busca cuestionar los roles de género. Desde sus primeras obras, representa elementos corporales (lengua, vulva, útero, etc.) que reconoce que tiene una identidad propia. Txaro Fontalba elabora sus piezas con materiales diversos como tela, escayola, goma espuma o collage. Ha recibido la influencia de artistas como Francis Bacon, Claes Oldenburg, Joan Brossa, Cildo Meireles, Alighiero Boetti, Luciano Fabro y Juan Luis Moraza, siendo este uno de sus profesores de Bellas Artes. 

## Exposiciones
- Sueñario (2021). Acción plástica que reivindica los sueños "como ámbito de conocimiento, como parte de la vida, la parte en sombra de la vida que nos permite descifrar y acercarnos al tiempo vivido".[5] En la investigación sobre los sueños, ha recibido la influencia de María Zambrano, Walter Benjamin, Kafka, Michaux y Bachelard. Sueñario comienza la noche de luna llena del 27 de mayo de 2021, momento en el que Txaro pernocta en el Museo de Navarra y se tumba junto a una serie de obras en silencio para relacionarse con las mismas haciendo intervenir otros sentidos, más allá de la vista. Esta exposición se centra en el valor social de los sueños, con nueve cuerpos durmientes en posición horizontal y la reproducción de audios de sueños variados[5].
- Las maquinistas (2020). Exposición en torno al grabado y la impresión en la que piensa la máquina inserta dentro de un contexto en el que el dinero ha colonizado nuestras vidas.[6]
- Clitoria (2019). Exposición en la que ha influido María Milagros Rivera, Carla Lonzi y Spivak que, dentro del feminismo, establece una teorización sobre la mutilación genital femenina que no sería el equivalente de la circuncisión masculina como ritual de paso, sino una metonimia del estatus social de las mujeres. Esta exposición surge a partir de una frase de Barbara Ehrenreich que llama la atención de Txaro: "Con toda la charla sobre cómo estimularla", pensarías que la economía es un clítoris gigante". Para la realización de este proyecto, Fontalba ha seleccionado y utilizado fotografías de monedas de diferentes países del mundo donde se practica la mutilación genital femenina, especialmente en países africanos y de Oriente Medio y Lejano. Las fotografías de las monedas de estos países se exponen en impresiones digitales sobre las cuales Txaro Fontalba ha realizado garabatos con formas vaginales, con la idea de que en el cuerpo femenino confluyen tanto el placer como el dolor.[7]
- Deslenguadas y otras tartamudas (2018). Exposición en la que se presentan un conjunto de esculturas y dibujos que hacen alusión a la pérdida de la lengua pero también a la capacidad de hablar, decir lo inapropiado o no callar. Las obras de este proyecto han sido realizadas con materiales variados como cera, pigmentos, goma espuma o lana. El concepto cháchara conlleva una connotación negativa del habla femenina, considerado un saber inferior. En esta serie se aborda la subjetividad femenina a través de la lengua, símbolo de la capacidad de las mujeres para comunicarse, perpetuada por la historia y por las barreras físicas y mentales. Dentro de este proyecto, destaca La Lengua Cortada, hablando del individuo y recurriendo para ello a sus órganos, los cuales poseen una gran carga ideológica. La Lengua Cortada se trata de dos esculturas con forma de lengua que aluden a la idea de la palabra como símbolo de cambio y medio de transmisión de conceptos.[8]
- Yo, la peor de todas (2017). Proyecto liderado por Maite Garbayo y la Institución Príncipe de Viana que cuestiona, desde la teoría crítica feminista, las formas de pensamiento imperantes. Para ello reúne obras de 24 artistas navarros. En esta serie, Txaro toma de referente el urinario de Marcel Duchamp, el cual transforma hasta convertirlo en un objeto banal del mundo masculino. De forma irónica, Fontalba trata de demostrar que feminidad y masculinidad son meros constructos sociales.[9]
- Las horas atragantadas (2011). Exposición que gira en torno a la idea de oralidad: comer, hablar y callar. Dentro de la misma, destaca Los Lechos de Medea, personaje vengativo que Fontalba aprovecha para tratar las dificultades existentes en las relaciones sentimentales.
- El monstruo menguante (2008).
- Carne, amor y fantasmas (2007). Exposición con referencias al cuerpo, al mundo de los objetos y a la carne mortal, en la cual habita el impulso.
- El monstruo menguante (2007).
- Anorexia (1998). Exposición en la que, empleando una metáfora, se busca reflejar el complejo papel de la corporalidad femenina. Las mujeres en muchas ocasiones sienten la necesidad de restringir las calorías que ingieren con el fin de disminuir su talla y cumplir con los cánones de belleza estipulados por la sociedad. En esta serie, Txaro Fontalba muestra una mesa con cintas métricas como si de un mantel se tratase sobre el cual se encuentran numerosos platos vacíos y vueltos del revés.[10]
- Filtros de amor (1997).
- Bestiario de amor (1995).
- Respiraderos (1992)
- Pleura (1989).

## Publicaciones
- Reflexión e inflexión. Presencia de las mujeres en el Museo de Navarra. Incluye reflexiones sobre el audiovisual Pensando en voz alta, con entrevistas a Isabel Baquedano, Nerea de Diego, Elena Goñi, Ángela Moreno, Marijose Recalde, Mabi Revuelta y Txaro Fontalba.
- La desigualdad de género como violencia simbólica. Reflexiones desde las artes, la educación y la cultura.
- Feminismos mirados al sesgo. Texto en el que aborda el género y el arte, así como la escasa visibilidad de las mujeres artistas, evidenciando lo frágil de los avances en cuanto a la igualdad entre hombres y mujeres.
- Comer aire. Publicación en la que aborda la anorexia, entendida como estado psicológico en el que la paciente se niega a comer en busca de una perfección imposible.

## Distinciones
- Premio de pintura Ertibil (1986)
- Premio de escultura Ertibil (1987)